# Спессотто, Арианна
Арианна Спессотто (итал. Arianna Spessotto, родилась 11 мая 1985 года в Сан-Дона-ди-Пьяве) — итальянский политик, депутат Палаты депутатов Италии от Движения пяти звёзд.

## Биография
Имеет степень бакалавра экономики и управления и степень магистра технических наук в области безопасности рабочего места и окружающей среды. Как член Движения пяти звёзд избрана в Палату депутатов 5 марта 2013 года по итогам парламентских выборов от VIII избирательного округа Венето 2.
С 28 ноября 2013 года — секретарь парламентской комиссии по реализации фискального федерализма, с 9 января 2014 года — член IX комиссии (по транспорту, почте и телекоммуникациям).